# Čeja (Šomođska županija, Mađarska)
Čeja (mađ. Ordacsehi) je selo u središnjoj zapadnoj Mađarskoj.
Zauzima površinu od 22,56 km četvornih.

## Zemljopisni položaj
Nalazi se na 46° 44′ 38,4″ sjeverne zemljopisne širine i 17° 37′ 27,62″ istočne zemljopisne dužine.
Blatno jezero je 2 km sjeverozapadno, Fonyód je sjeverozapadno i zapadno, Balatonboglár je sjeveroistočno, Szőlőskislak je istočno, Szőlősgyörök i Gyugy su jugoistočno, Lengyeltóti je južno-jugoistočno, Brinj je jugozapadno, šuma Sipos-hegy i Alsóbélatelep su zapadno.

## Upravna organizacija
Nalazi se u Fonjodskoj mikroregiji u Šomođskoj županiji. Poštanski broj je 8635. 

## Povijest
Godine 1939. su spojena naselja Balatoncsehi i Orda.

## Kultura
- Fácános vár

## Promet
Sjverno od sela prolazi cestovna prometnica E71 (M7). Selo se nalazi kraj petlje koja vodi na lokalnu cestu prema Balatonbogláru i Fonyódu.

## Stanovništvo
Čeja ima 823 stanovnika (2001.). Većina su Mađari, a 1,2&% su Romi, 1% Nijemci.

## Vanjske poveznice
- (mađarski) Čeja
- (mađarski) Povijest  Arhivirana inačica izvorne stranice od 7. rujna 2009. (Wayback Machine)
- (mađarski) Europske vinske ceste[neaktivna poveznica]